# Брама Максим Андрійович
Максим Андрійович Брама (нар. 1 лютого 2002, Україна) — український футболіст, захисник «Львова».

## Життєпис
Вихованець молодіжної академії «Львова». Виступав за «городян» у молодіжному чемпіонаті України, допоки в травні 2019 року не був переведений до першої команди. У футболці першої команди «Львова» дебютував 30 травня 2019 року в програному (0:3) домашньому поєдинку 32-о туру Прем'єр-ліги проти донецького «Шахтаря». Максим вийшов на поле на 86-й хвилині, замінивши Альваро.